# Raul Cremona
Raul Cremona (Milano, 10 novembre 1956) è un comico, illusionista e attore italiano.

## Biografia
Proviene da una famiglia di professionisti nelle arti circensi, in quanto il suo bisnonno era un pagliaccio e suo nonno fu citato nel progetto di Roberto Leydi “Milano e il suo territorio”. Raul si avvicinò all'illusionismo grazie al padre, che eseguiva giochi di prestigio nelle piazze, e frequentando il Clam, un circolo d'arte magica di cui oggi è il presidente.
Dopo una lunga gavetta come prestigiatore e dopo aver vinto vari premi e riconoscimenti, Raul Cremona approda al cabaret nella Milano del Derby Club degli anni ottanta, dove divide il palcoscenico con Paolo Rossi, Claudio Bisio, Aldo Baglio e Giovanni Storti, Enzo Iacchetti e Francesco Salvi, per poi approdare al Ca' Bianca club, dove per dieci anni viene affiancato da artisti del calibro di Nanni Svampa, Walter Valdi, Bruno Lauzi e Umberto Bindi, che diventano per lui autentici mentori.
La lunga gavetta nelle pedane milanesi lo indirizza verso un genere di cui è il primo e principale esponente italiano: il cabaret magico, unione di comicità e illusionismo. Da lì comincerà una lunga carriera fatta di passaggi televisivi e teatrali. Nel 2021 partecipa a Voglio essere un mago! come insegnante della scuola di magia e torna a esibirsi a Zelig, programma in cui è stato presente in tutte le edizioni con i suoi numeri di magia. Dal 2022 è nel cast di Only Fun – Comico Show sul Nove mentre nel 2025 partecipa a LOL - Chi ride è fuori su Prime Video.

## Vita privata
Sposato, ha due figli: Giordano Cremona, in arte Kremont, DJ producer membro del duo Merk & Kremont, e Leonardo Cremona. È inoltre zio di Edoardo Cremona, in arte Eddy Veerus, membro del gruppo Il Pagante, di cui Merk & Kremont sono i DJ producer. Discende da Napoleone III da parte di padre: sua nonna paterna era infatti nipote di Felice Merzet, maestro di calligrafia, a sua volta figlio illegittimo di Napoleone III, come rilevato da alcuni studi sul suo albero genealogico condotti all'anagrafe. È tifoso dell'Inter.

## Personaggi
Raul Cremona è noto per i numerosi personaggi comici che ha interpretato, sia nel campo dell'illusionismo che no.

### Mago Oronzo
Il personaggio che dà la possibilità a Cremona di emergere è il Mago Oronzo, presentato nella straordinaria ribalta di una delle più riuscite edizioni di Mai dire gol, quella del 1997, in cui oltre a Cremona recitavano Aldo, Giovanni e Giacomo, Bebo Storti, Francesco Paolantoni, Daniele Luttazzi, Simona Ventura e Paolo Hendel. Questo stereotipo di mago cafone trae spunto dalle prime esperienze di Raul come prestigiatore; il confronto fra l'idealizzazione del mago alla Silvan, che apparirà più tardi come tributo provocatorio, e la delusione delle grezze pedane delle prime esperienze, fanno germogliare l'idea che Oronzo il guitto debba cimentarsi con qualcosa di trascendentale: la magia. La canottiera sporca, il crocifisso, gli anelli, la coppola e l'immancabile stuzzicadenti sono i tratti distintivi del personaggio.
Il personaggio mette in risalto il gioco di prestigio usato come sfida e gesto cafonesco. Pur confrontandosi con un repertorio reale, fatto di quei classici che Raul Cremona ha lungamente praticato negli anni della sua giovinezza, quello che emergerà è un'italianissima visione della figura dell'artista da piazza. «Aoèè... Con la sola imposizione delle mani posso ungervi la giacca e la cravatta!», «Dimmi che vuoi e ti dirò chi sei, dimmi chi sei e ti dirò "Che vuoi?"», «Io credo nella reincarnazione... le vedi queste unghie? Si sono reincarnate cinque volte» sono alcuni dei tormentoni che molto presto stabiliranno la cifra del personaggio, innescando una sorta di devozione che continua anche a decine di anni di distanza; nell'immaginario giovanile di quegli anni, l'immagine del Mago Oronzo è rimasta a indicare la massima espressione di cafoneria.

### Jerry Manipolini
Alla fine degli anni ottanta molti comici, tra cui Cremona, passano dal defunto Derby Club di via Monte Rosa al nascente Zelig di viale Monza, dal quale, a partire dal 1996, venne mandata in onda la trasmissione televisiva omonima dedicata alle esibizioni dei comici. Proprio nelle serate allo Zelig, Cremona mostra l'altra faccia del mago Oronzo, ovvero Jerry Manipolini, il suo personale omaggio a Jerry Lewis. Mago disarticolato, imbranato e maldestro, che ricorda le imprese del tanto amato Mac Ronay, farà la sua prima apparizione in Scatafascio, trasmissione ideata da Paolo Rossi nel 1997.

### Giorgian
Nei primi spettacoli del noto locale sulla Martesana appare questa parodia di mago gay, risposta francese al Silvan italiano.

### Normal Hamilton
Nella stessa edizione di Scatafascio, Cremona dà vita a un improbabile mentalista americano sadico e invasivo che produrrà un invasato Paolo Rossi da una vasca di spaghetti al sugo.

### Silvano, il Mago di Milano
Conclusa l'esperienza di Mai dire gol, Raul Cremona approda a Zelig, duettando insieme a un altro cabarettista e illusionista, Michele Foresta, in arte Mister Forest, nella riuscita parodia di Silvan: Silvano, il Mago di Milano. Questo personaggio sarà protagonista di molte stagioni di Zelig a fianco di Claudio Bisio. La sua parola magica tipica è Sim Sala Min!, parodizzando quella caratteristica di Silvan (Sim Sala Bim!). Altre frasi-tormentone sono: «Signore e signori attenzione, la magia, l'illusionismo, la presti-diri-giri-miri-zirizzazione!», «Ecco, mettiti qui sulla botola.» e «Che cosa sto facendo? Niente, ma lo sto facendo molto bene.». Con questo personaggio Cremona è stato presente anche in alcuni spettacoli di Aldo, Giovanni e Giacomo, come Tel chi el telùn, Potevo rimanere offeso! e Ammutta Muddica.

### Sigmund and Joy
Sempre insieme al mago Forest, Raul Cremona dà vita a questi due maghi eccentrici ed esperti in grandi illusioni di pessimo gusto. Ballerini e dinoccolati virtuosi dell'illusionismo, si congedano sempre con il loro motto preferito: "Peace and love".

### Omen
Omen è un'associazione che si batte per i diritti dell'uomo, inteso strettamente come maschio della specie umana, al quale vuole permettere di conquistare il comando sulla donna, che secondo Omen dovrebbe «tornare in cucina a fare la massaia». Cremona, che ne interpreta il portavoce e fondatore, in ogni sketch tiene un comizio in cui manifesta un atteggiamento brutalmente misogino e maschilista, al termine del quale però gli arriva puntualmente la telefonata della malefica moglie alla quale Cremona risponde in maniera decisamente sottomessa. Le sue frasi tormentoni sono «...e l'uomo somatizza!», «Fuma fuma» e «L'uomo non è Tarzan, ma la donna... cita!». In alcuni sketch è accompagnato dalla sua controparte femminile, Women (interpretata da Angela Finocchiaro).

### Jacopo Ortis
Jacopo Ortis è una sottile parodia di Carmelo Bene, che prende il nome dal protagonista del famoso romanzo di Ugo Foscolo. È un attore di teatro che si presenta con una calzamaglia attillata e il microfono sul sedere; si finge esperto, dandosi un contegno melodrammatico nella gestualità e nel modo di parlare e presentando quelli che sembrano inizialmente essere monologhi altisonanti, ma che poi alla fine si rivelano sempre vecchie barzellette da osteria. È il personaggio che viene interpretato più spesso a Zelig, insieme al mago Silvano.

### Evok
Un altro famoso personaggio di Cremona è un monaco predicatore che ha ricevuto da Raymond la parola del dio Evok, il profeta sposato con Mongarda, dalla quale ha avuto due figli, Spizer e Cretien (che chiama «quel Cretien di suo figlio»), e attraverso un'infinità di parabole diffonde il verbo con le famose tagate, ovvero gli aforismi (in realtà vecchie barzellette), dispensati nelle nerde (i centri di accoglienza per la gioventù evokiana). Vestito di sacco e calzando dei sandali, il predicatore usa come aspersorio una spazzola per capelli che intinge nell'acqua per pettinarsi e benedire, ma più spesso per maledire e scacciare gli spettatori. «Mi faccia lavorare ...ho tanto bisogno!» è il tormentone che il predicatore indirizza a un Claudio Bisio nel meglio della sua forma.

### Steve Giobs
È una parodia di Steve Jobs creata nel 2011 per il programma di LA7 Crozza Alive, in cui il comico presenta l'i-Pack, parodia dell'iPad.

### Yuri Papacenko
È un mago truffaldino proveniente dall'Ucraina, che parla con uno spiccato accento russo, creato in occasione dell'edizione 2013 di Zelig Circus.

## Filmografia parziale

### Cinema
- Kamikazen - Ultima notte a Milano, regia di Gabriele Salvatores (1987)
- La grande prugna, regia di Claudio Malaponti (1999)
- Il cosmo sul comò, regia di Marcello Cesena (2008)
- Cado dalle nubi, regia di Gennaro Nunziante (2009)
- Ci vuole un gran fisico, regia di Sophie Chiarello (2013)
- La sedia della felicità, regia di Carlo Mazzacurati (2013)
- La gente che sta bene, regia di Francesco Patierno (2014)
- Italiano medio, regia di Maccio Capatonda (2015)
- Ricomincio da taaac, regia di Pietro Belfiore, Davide Bonacina, Andrea Fadenti, Andrea Mazzarella e Davide Rossi (2024)

### Televisione
- Anna e i cinque – serie TV (2008)
- Area Paradiso, regia di Diego Abatantuono e Armando Trivellini – film TV (2012)

### Pubblicità
- Peugeot-Talbot (1982)

## Televisione
- Zelig (Canale 5, 2014,[2] 2025)
- Voglio essere un mago! (Rai 2, 2021) - magister (preside)
- Only Fun – Comico Show (Nove, dal 2022)
- Alessandro Borghese - Celebrity Chef (TV8, 2022) - concorrente
- LOL - Chi ride è fuori (Prime Video, 2025) - concorrente

## Opere
- Il nuovo emulo di Bosco (scritto con Francesco Maria Mugnai), Firenze, Florence Art Edizioni, 2000
- Compendio di nuovi maraviglosi secreti (scritto con Francesco Maria Mugnai), Firenze, Florence Art Edizioni, 2002
- Omen (scritto con Marco Del Conte), Milano, Mondadori, 2003
- Omen2 (scritto con Marco Del Conte), Milano, Mondadori, 2003
- Elementale, ovvero La chiave del gabinetto di Raul Cremona (scritto con Francesco Maria Mugnai e Alex Rusconi), Florence Art Edizioni, 2004
- Le ultimissime lettere di Jacopo Ortis, Kowalski, 2004
- L'arte della prestidirigiri... (scritto con Mariano Tomatis), Milano, Rizzoli, 2008
- La magia bianca ri...svelata, ovvero un'introduzione a I segreti disvelati di Henri Decremps (con ristampa anastatica dell'edizione italiana del 1788), Florence Art Edizioni, 2008
- La magia di Odaba (scritto con Mariano Tomatis e Alex Rusconi), Florence Art Edizioni, 2012
- Il grande Zirmani, My life, 2016
- L'archivio segreto (scritto con Francesco Maria Mugnai), Florence Art Edizioni, 2020